# William Herbert, 3:e earl av Pembroke
William Herbert, 3:e earl av Pembroke, född den 8 april 1580, död den 10 april 1630, var en walesisk adelsman, son till Henry Herbert, 2:e earl av Pembroke i hans tredje gifte.
Pembroke kom 1598 till Elisabets hov och gjorde sig snart känd i London som frikostig och fint bildad litterär mecenat i enlighet med familjens traditioner.
Han underhöll en tid en kärleksförbindelse med den i Shakespeareforskningen omstridda hovdamen Mary Fitton, vilken av somliga ansetts vara den "mörka dam", som Shakespeares sonetter omtalar.
En del har också gjort gällande att Pembroke skulle vara sonetternas manliga föremål och den "W. H.", som nämns på den första upplagans titelblad, men andra kandidater anses av andra vara betydligt troligare.
Säkert är blott, att Pembroke var en av Shakespeares förnäma gynnare och att den första folioupplagan av dennes skrifter (1623) tillägnades Pembroke och hans bror Philip.
Pembroke stod i gunst även hos Jakob I, som 1611 inkallade honom i rådet, och han gynnade ivrigt flera kolonisationsföretag i Amerika.
Som politiker var han svag och vacklande; såväl under Jakobs som Karl I:s regering sökte han motarbeta Buckinghams inflytande, men utan tillräcklig energi.
Gardiner karakteriserar honom som "Hamlet vid Karls hov".